# Triumph Dolomite
De Triumph Dolomite is een automodel dat door de Britse Triumph Motor Company, onderdeel van British Leyland, werd geproduceerd van januari 1972 tot augustus 1980 in Canley bij Coventry.

## Geschiedenis
De Dolomite was Triumph's laatste model in de reeks waarvan de productie (codenaam: Project Ajax) in 1965 begon met de Triumph 1300. De 1300 moest de Triumph Herald vervangen en was oorspronkelijk uitgerust met een 1.3 liter viercilinder lijnmotor en voorwielaandrijving. In september 1970 werd de 1300 vervangen door de Triumph 1500 met een grotere 1500 cc motor en een nieuw front en herziene achterkant, ontworpen door Giovanni Michelotti.
Triumph was echter ontevreden over de verkoopcijfers van de 1300, die nooit het succes behaalde van de eenvoudigere en goedkopere Herald. Daarom wijzigde men de auto en bracht deze tegelijkertijd met de 1500 ook uit als Toledo, een goedkopere en eenvoudigere 1300-variant met achterwielaandrijving. Deze werd parallel aan het krachtigere model met voorwielaandrijving verkocht.

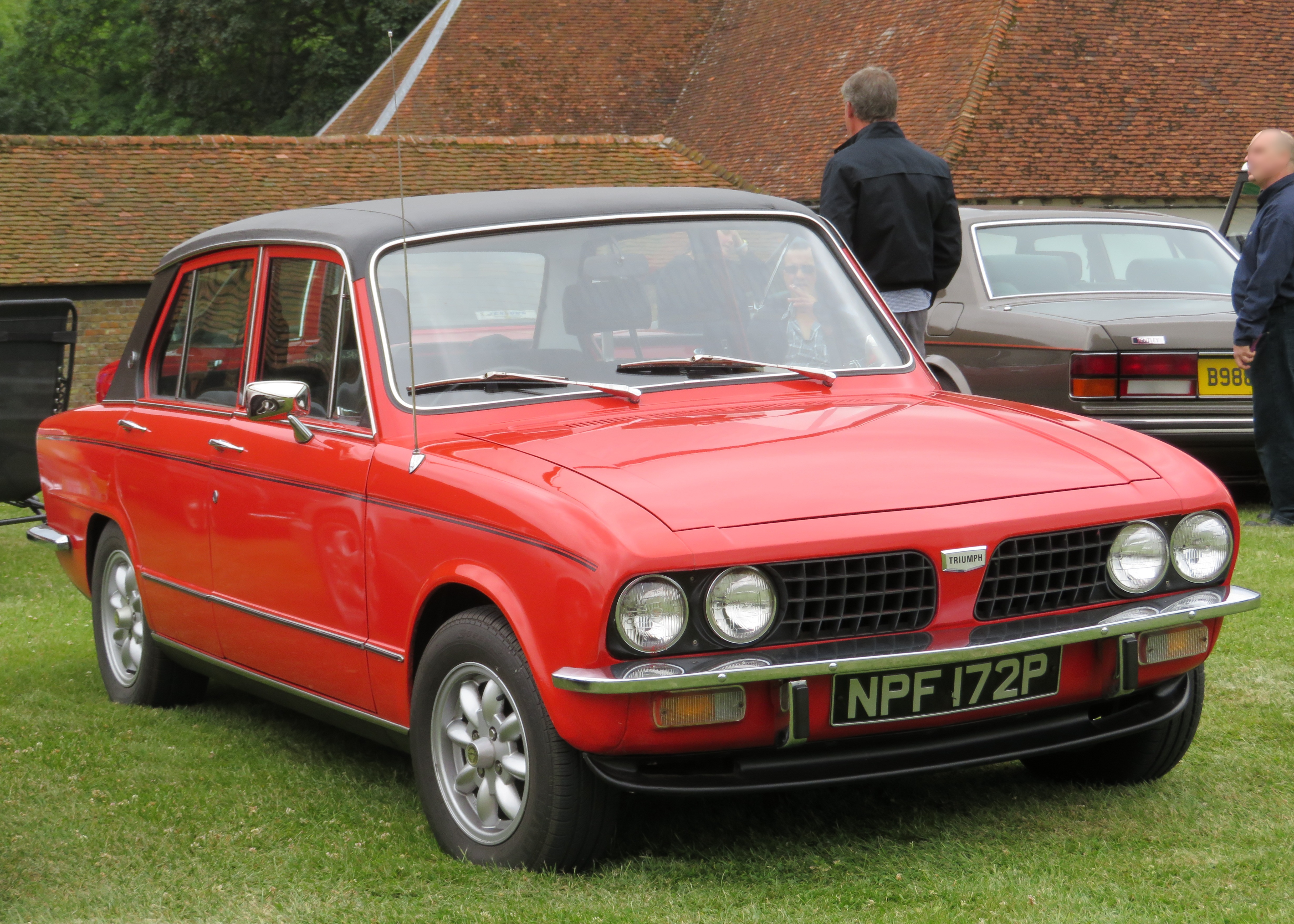
Triumph Dolomite (1976)

De Triumph Dolomite werd gepresenteerd op de London Motor Show in oktober 1971 maar het begin van de productie werd als gevolg van stakingen en andere problemen in de auto-industrie vertraagd tot oktober 1972. De auto was bedoeld als opvolger van de betere varianten van de 1500 en ook van de Vitesse, een sportieve versie van de Herald. De naam Dolomite was voor de Tweede Wereldoorlog ook al voor een model gebruikt en Triumph deed hem herleven voor de nieuwe serie.
De Dolomite had de langere carrosserie van de voorwielaangedreven 1500 maar de techniek van de Toledo met achterwielaandrijving. Het model was bedoeld voor het toen nieuwe segment van sportieve middenklasse sedans, moest concurreren met auto's zoals de BMW 2002 en de Ford Cortina GXL en werd aangeboden met een hoog uitrustingsniveau. Dit omvatte dubbele koplampen, een klok, uitgebreid instrumentarium, comfortabele stoelen en bekledingen, een verwarmde achterruit en een sigarettenaansteker. Qua vormgeving verschilde de Dolomite nauwelijks van de 1500 maar hij kreeg een aantal wijzigingen zoals een matzwarte achterzijde, met vinyl beklede C-stijlen en nieuwe wieldoppen. De auto accelereerde van 0-100 km/u in iets meer dan 11 seconden en bereikte een topsnelheid van 170 km/u. Al snel was er op verzoek ook een versnellingsbak met overdrive leverbaar waardoor het geluidniveau en brandstofverbruik bij hogere snelheden daalden. Een automatische transmissie was ook een van de extra's.

### Dolomite Sprint

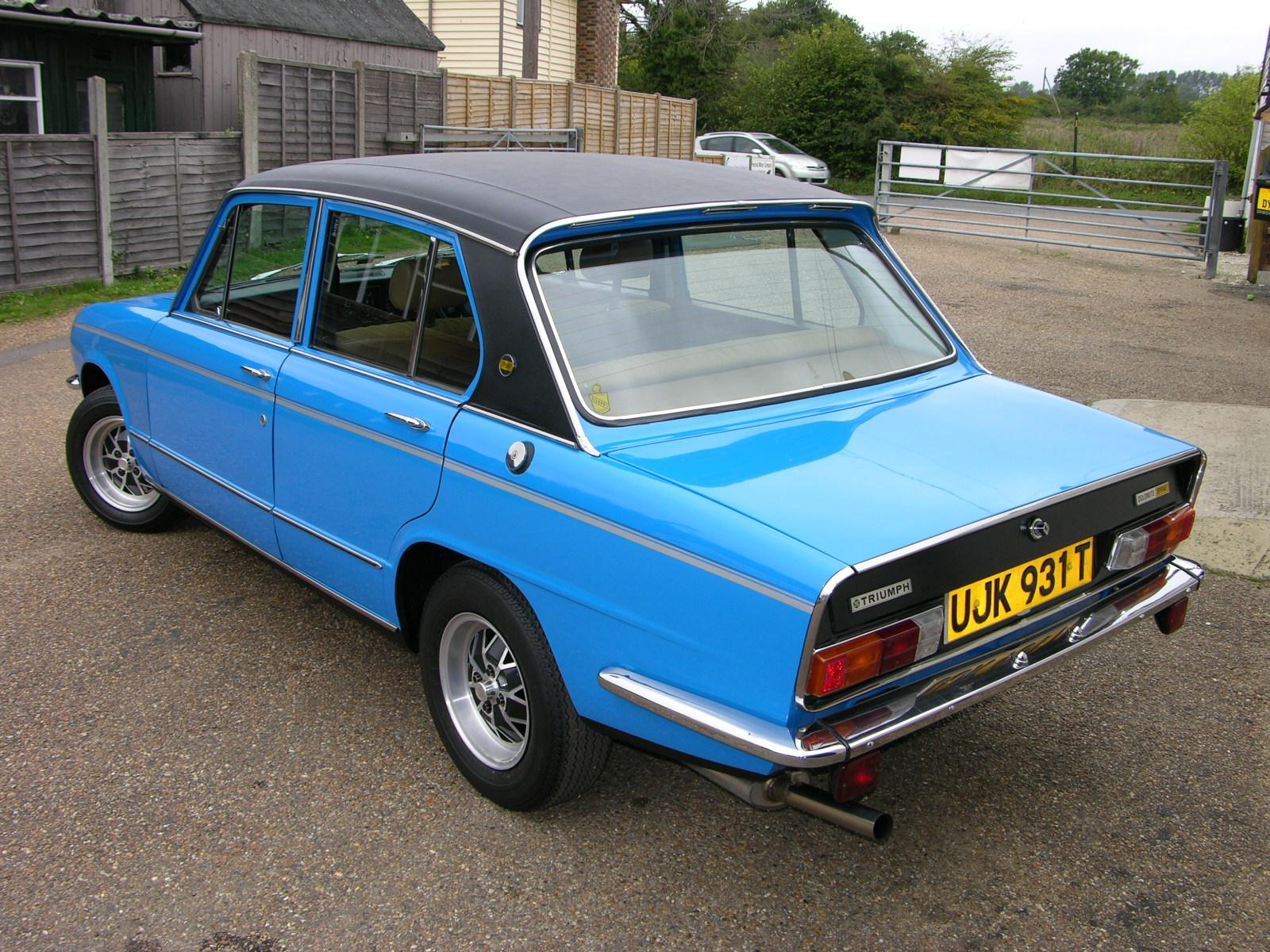
Triumph Dolomite Sprint (1974)

Hoewel de Dolomite modern en snel bleek, hadden zijn concurrenten als de BMW 2002 toch een prestatievoordeel dat zowel het aanzien als de verkoop ten goede kwam. Om dit te verhelpen, bracht Triumph in juni 1973 de Dolomite Sprint uit. Een ontwikkelingsteam onder leiding van Spen King ontwierp een zestienkleppen cilinderkop met slechts één bovenliggende nokkenas die de inlaatkleppen rechtstreeks bediende via de klepstoters en de uitlaatkleppen via tuimelaars. De cilinderinhoud van de motor werd vergroot tot 1998 cc, wat in combinatie met een grotere carburateur goed was voor een vermogen van 127 pk (95 kW). Dit was aanzienlijk meer dan de 1850-variant hoewel het oorspronkelijke doel van 135 pk (101 kW) niet werd gehaald.
Vanwege de nieuwe motor wordt de Dolomite Sprint beschouwd als de eerste echte productie-auto met meerkleppentechniek. De prestaties waren uitstekend: acceleratie van 0-100 km/u in 8,4 seconden en een topsnelheid van 192 km/u. De uitrusting kwam overeen met die van 1850 maar lichtmetalen velgen waren standaard (ook voor de eerste keer op een Britse auto), evenals een met kunstleer bekleed dak, een voorspoiler, dubbele uitlaat en verlaagde carrosserie. De 1850 had nu stoffen stoelbekleding en de Sprint kreeg die ook.
Vanwege het hogere toerental van de nieuwe motor moesten de aandrijfcomponenten worden versterkt. De versnellingsbak en het differentieel werden vervangen door die van de TR6 maar met een kortere overbrenging. De remmen werden verbeterd, voor met een nieuw type remblokken en achter met grotere trommels en een lastafhankelijke remkrachtbegrenzer. Op verzoek was een sperdifferentieel beschikbaar, evenals van de 1850 bekende opties als een overdrive of automatische transmissie.
Vanaf mei 1975 werden de overdrive en getinte ramen standaard geleverd. Bovendien werd de Sprint uitgerust met sierlijsten opzij, een plastic afdekking voor de versnellingspook en een zijspiegel aan de bestuurderszijde. Hoofdsteunen waren beschikbaar tegen meerprijs. Vanaf maart 1976 waren ook hoofdsteunen, radio en een gelaagde voorruit standaard. Vanaf 1980 werden vanwege de nieuwe Britse regelgeving ook twee mistachterlichten standaard.
De Dolomite Sprint reed van 1974 tot 1978 succesvol mee in het British Touring Car Championship.

### Wijzigingen
De Dolomite bleef in verschillende uitvoeringen vrijwel ongewijzigd tot het einde van de productie. De meeste wijzigingen betroffen de sierlijsten en extra uitrusting van sommige modellen.

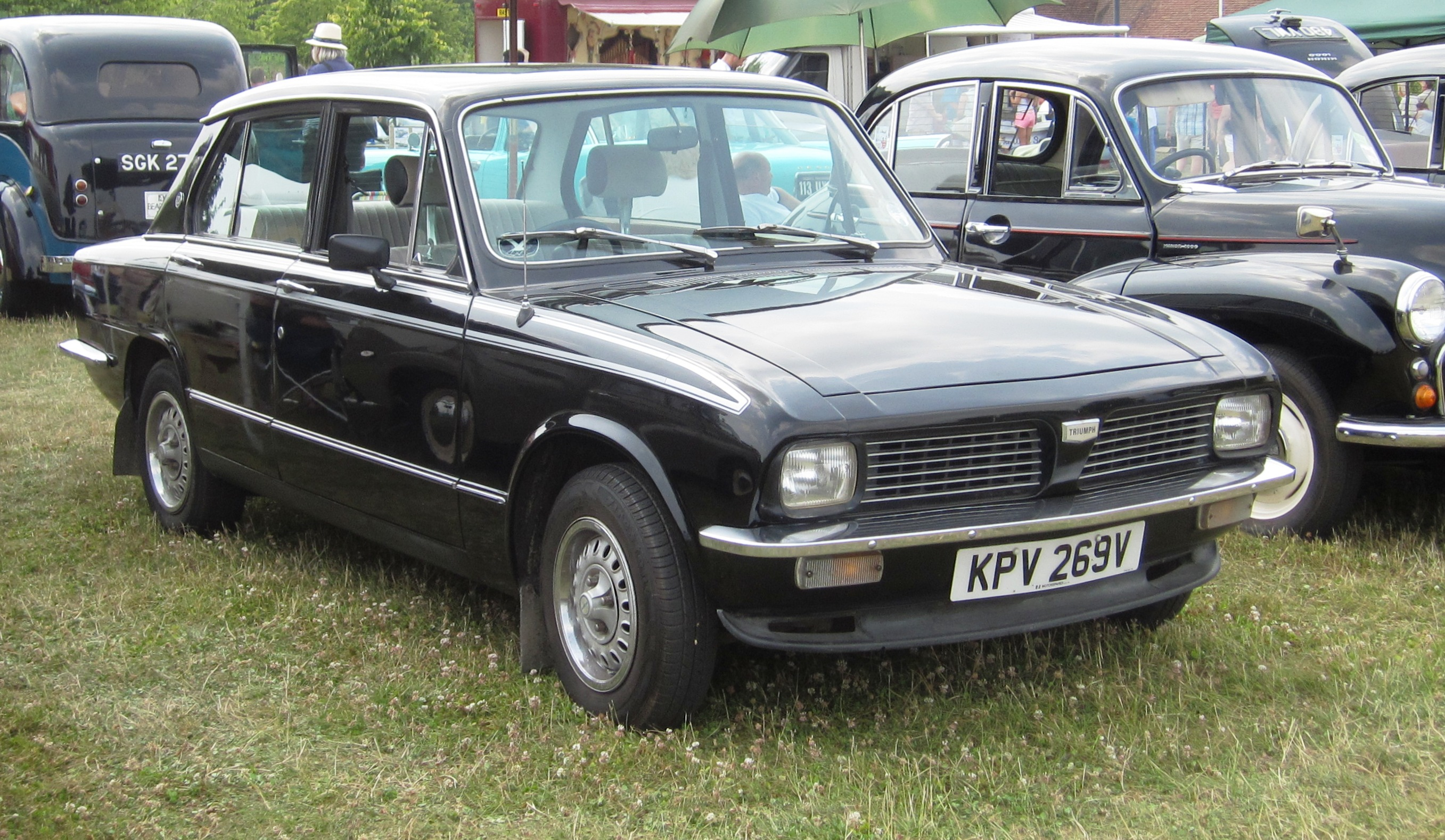
Triumph Dolomite SE (1980)

In 1979 werd de Dolomite SE geïntroduceerd met enkele, rechthoekige koplampen en de carrosserie van de 1500. Het interieur was afkomstig van de luxe modellen en had zaken als een dashboard en bovenste deurpanelen van notenhout, grijze velours stoelen en bijpassende tapijten. Alle SE's waren zwart gespoten en hadden brede zilveren sierstrepen opzij en de letters "SE" op de achterspatborden. De SE had ook een voorspoiler en Spitfire-achtige velgen. Aan het einde van de jaren zeventig zag de Dolomite er ouderwets uit, vooral in vergelijking met zijn modernere concurrenten.
In augustus 1980 werd de productie van dit model, evenals die van de Spitfire, gestaakt omdat BL de fabriek in Canley sloot om door inkrimping meer overlevingskans te hebben. In totaal werden 204.003 exemplaren van de Triumph Dolomite gemaakt in iets minder dan negen jaar. Een indirecte opvolger verscheen pas in 1983 met de van een Honda-constructie afgeleide Triumph Acclaim.

### Bouwjaren en productieaantallen
| →Dolomite 1300: 1976-1980         | 32.031 ex. |
| →Dolomite 1500/1500 HL: 1976-1980 | 43.235 ex. |
| →Dolomite 1500 SE: 1979-1980      | 2.500 ex.  |
| →Dolomite 1850/1850 HL: 1972-1980 | 79.010 ex. |
| →Dolomite Sprint: 1973-1980       | 22.941 ex. |

## Afgeleide modellen
Robin Hood was een minder bekende kitcarmaker dan Westfield of Caterham maar toch een belangrijke voor de Triumph Dolomite-range. In 1989 begon Robin Hood de productie van een op de TR7 gebaseerde kitcar, destijds met een prijs van £ 995 + VAT. Hoewel er enkele TR7-gebaseerde Robin Hoods werden verkocht, gingen ze voor de jongere generatie over op de Dolomite-range waarbij er uit de 1100 cc en de 2000 cc Sprint kon worden gekozen.
Ook Panther Westwinds gebruikte de Dolomite Sprint als basis voor een luxe auto, de Panther Rio (zeldzaam).